# 德利馬氏下口鯰
德利馬氏下口鯰（學名：Hypostomus delimai），為輻鰭魚綱鯰形目甲鯰科的其中一種，為熱帶淡水魚，分布於南美洲巴西托坎廷斯河及阿拉瓜亞河流域，體長可達25.3公分，棲息在底層水域，生活習性不明。

## 扩展阅读
維基物種上的相關：德利馬氏下口鯰